# Onfim

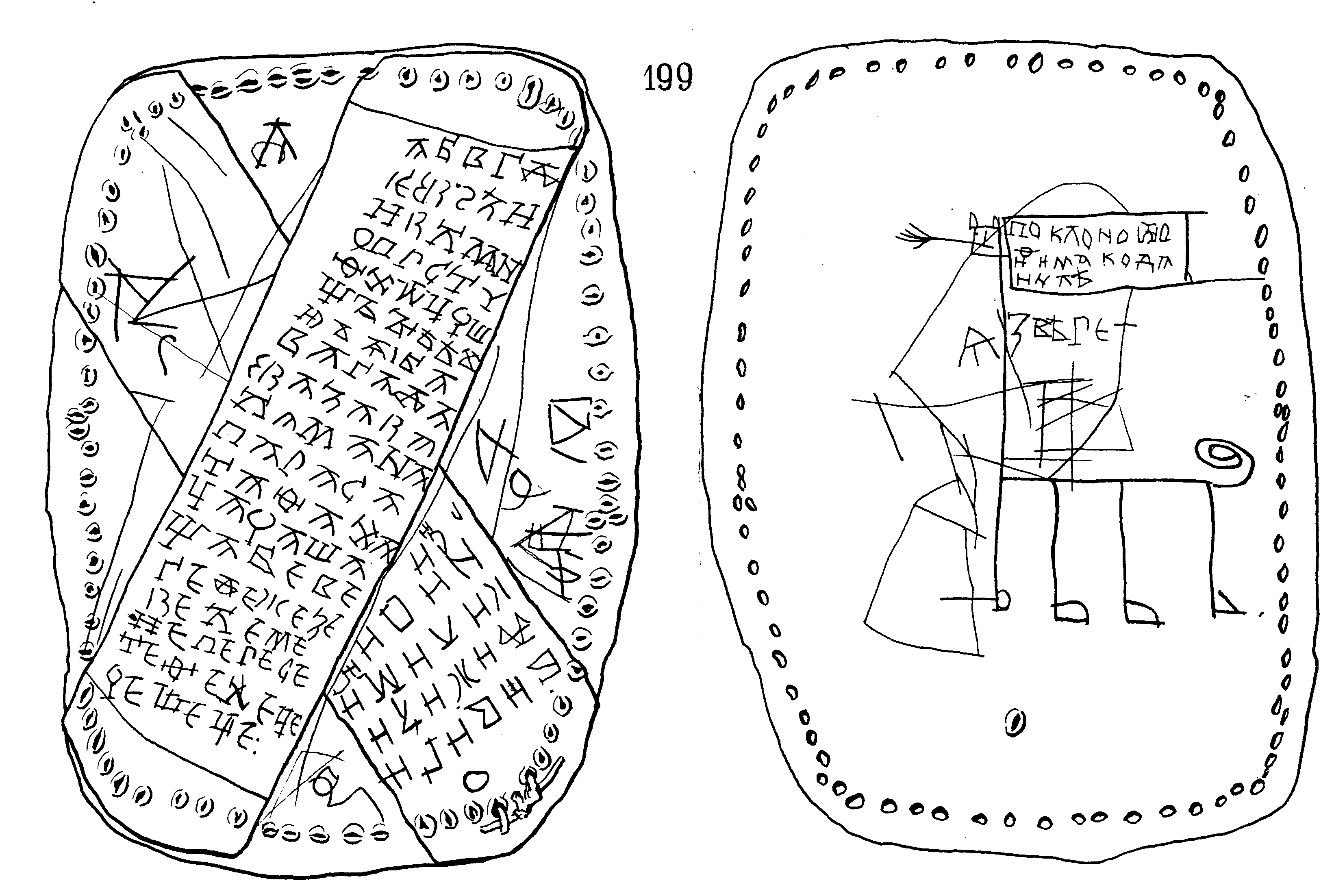
Domácí úkol a „Jsem divoké zvíře“, přibližně 1260. (Položka 199)

Onfim (ruská lidová verze řeckého jména Anfimy) byl malý chlapec, který žil v Novgorodu (dnešní Rusko) během 13. století. Dochovaly se po něm poznámky a domácí úkoly vyškrábané do měkké březové kůry, která byla zachována v hliněné půdě Novgorodu. Onfim, kterému bylo v té době šest nebo sedm let, psal staronovgorodským dialektem; kromě dopisů a slabik kreslil „bitevní scény a kresby sebe a svého učitele“.

## Kontext
Novgorod, nyní známý jako Velikij Novgorod, je důležitým administrativním centrem Novgorodské oblasti, položeným asi 200 kilometrů jižně od Petrohradu. Město je obklopeno březovými lesy, jejichž kůra byla po staletí používána místními obyvateli k psaní, protože byla obzvlášť měkká a snadno se do ní vyškrabávala písmena. Od roku 1951 bylo nalezeno více než 1100 kusů březové kůry s nápisy a pravidelně se každé léto nalézají další.

## Onfimovy spisy
Onfim po sobě zanechal sedmnáct spisů z březové kůry. Dvanáct z nich jsou ilustrace, pět pouze text. Jedna z kreseb obsahuje rytíře na koni, který probodává kopím vojáka na zemi, přičemž vědci spekulují, že se Onfim zobrazoval jako rytíř. Některé spisy jsou zřejmě domácími úkoly: Onfim cvičil psaním abecedy, opakováním slabik a opisováním žalmů. Jeho texty obsahují fráze jako „Pane, pomoz svému služebníku Onfimovi“ a fragmenty ze Žalmů 6:2 a 27:3. Většina Onfimova psaní ve skutečnosti sestává z citací z Knihy žalmů.
Onfimovy ilustrace zahrnují obrázky rytířů, koní, šípů a zabitých nepřátel. Jeden nápadný obraz, „portrét sebe, maskovaný jako fantastické zvíře“, se nachází na položce 199 (původně šlo o dno koše vyrobeného z březové kůry). Obsahuje obrázek šelmy s dlouhým krkem, špičatýma ušima a kudrnatým ocasem. Bestie má buď šíp s peřím v tlamě, nebo chrlí oheň; jeden z doprovodných textů (text pod rámečkem) říká „Jsem divoká šelma“ (text v rámečku říká „Pozdravy od Onfima k Danilovi“).
Řádky po pěti písmenech na druhé straně 199 jsou cvičení abecedy. Na položku 205 (v tomto článku není zobrazena) napsal Onfim abecedu cyrilice a uprostřed přidal „On [f]“; pod touto abecedou někteří vědci vidí loď s vesly. Položka 206 obsahuje abecední cvičení a „portréty“ malého Onfima a jeho přátel.

## Galerie

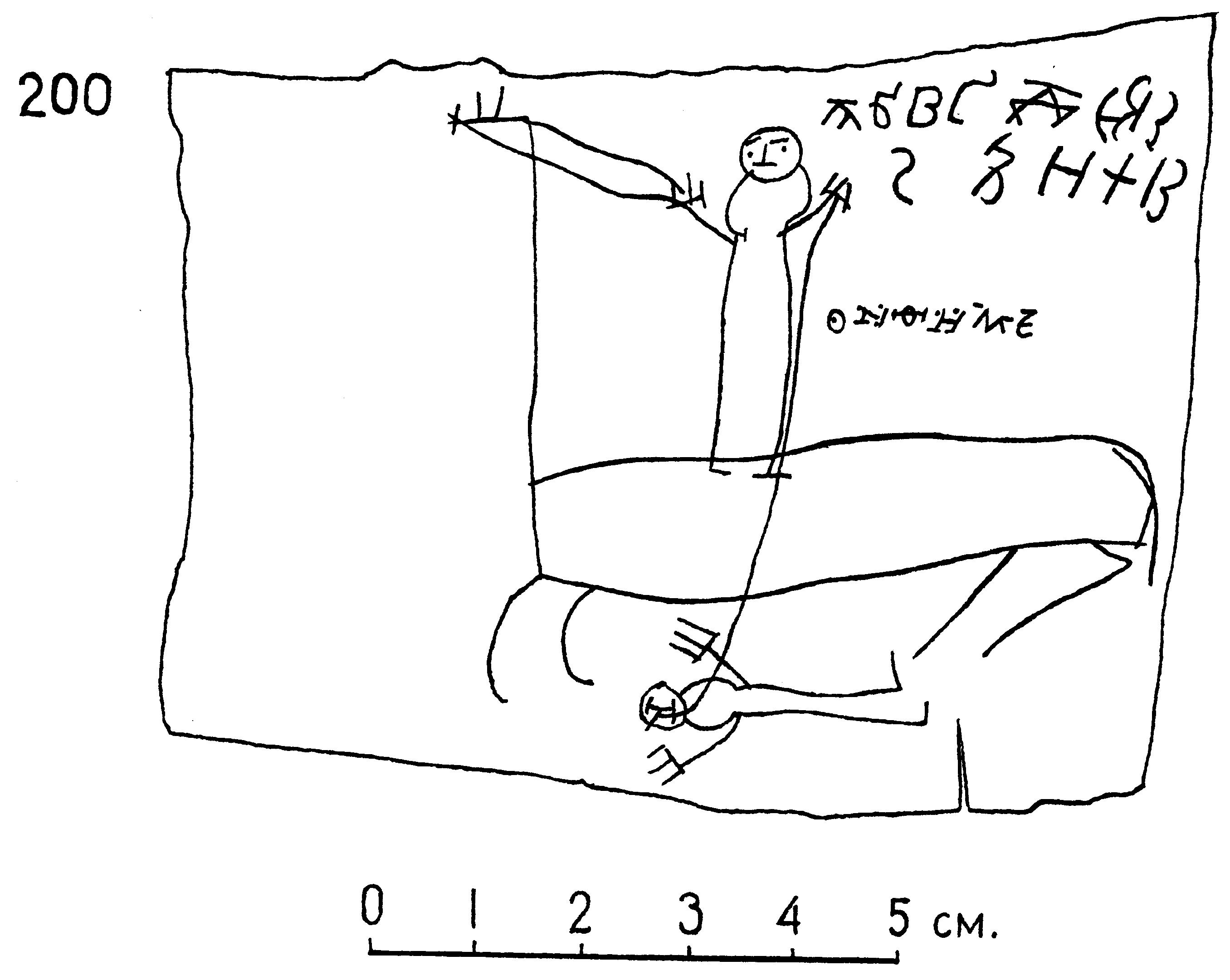
200: Jezdec - vpravo nahoře jméno Onfim, nad jménem abeceda, A – K
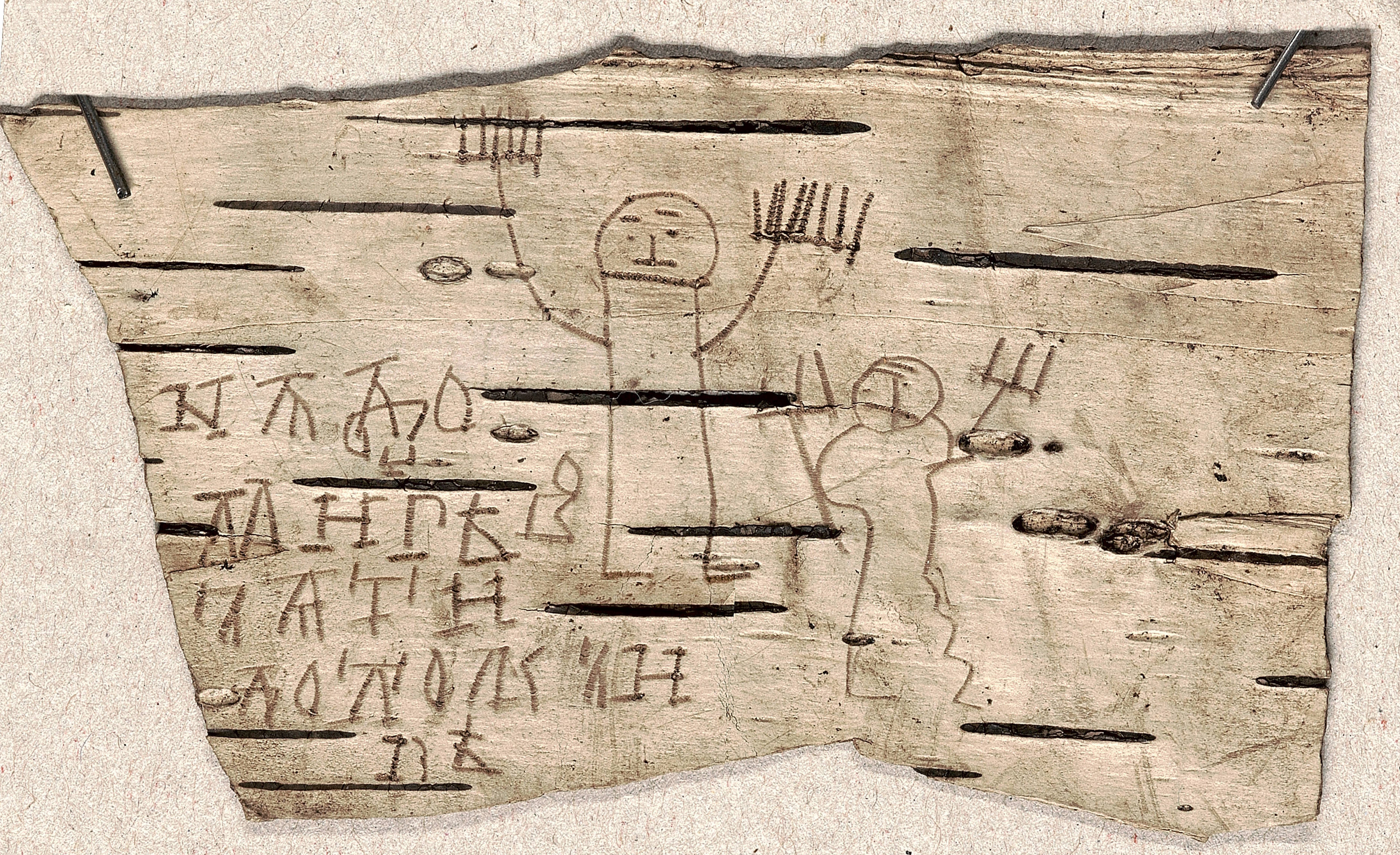
Dopis na březové kůře číslo 202 : cvičení písma a kresby
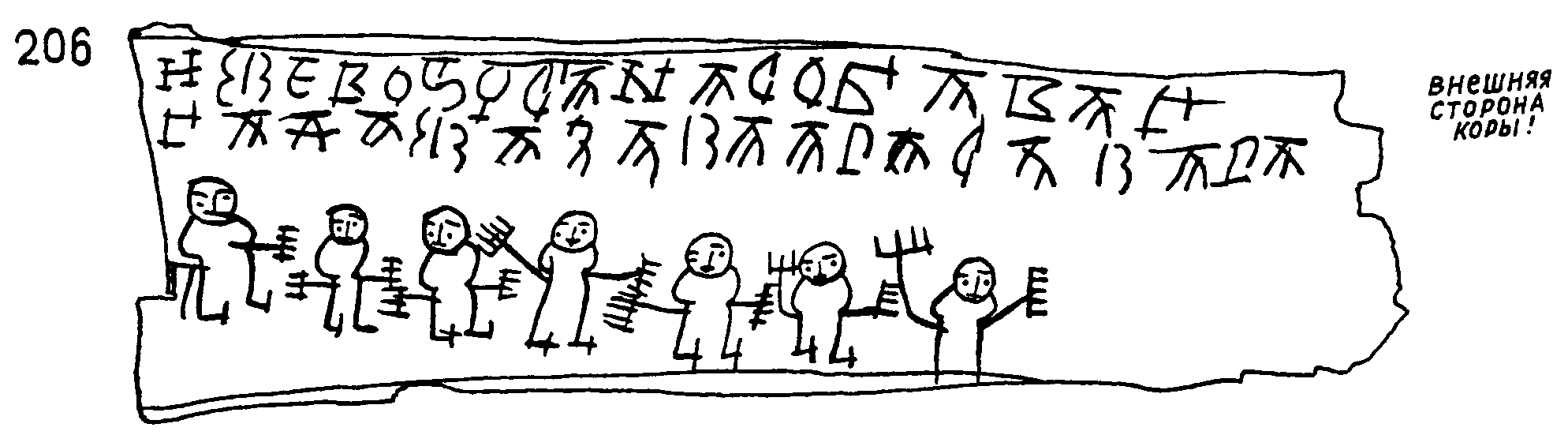
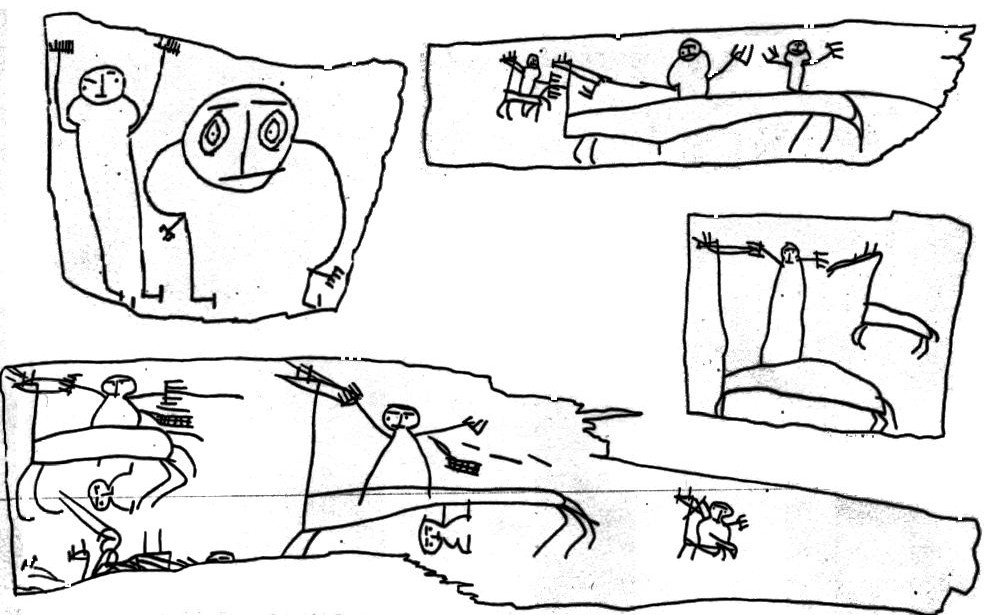
Kresby
Onfimův památník v Novgorodu